# Friedrich Gottlieb von Stutterheim
Friedrich Gottlieb von Stutterheim (* 6. Januar 1757 in Falkenberg; † 24. April 1832 in Potsdam) war ein preußischer Generalmajor.

## Leben

### Herkunft
Seine Eltern waren Siegesmund Ernst von Stutterheim, Erbherr auf Falkenstein und Bärenstein, und dessen Ehefrau Gertrud Elisabeth, geborene von Langen.

### Militärkarriere
Stutterheim kam am 7. September 1772 als Kadett nach Berlin. Nach drei Jahren wurde er am 8. März 1775 als Gefreitenkorporal in das Regiment der Garde versetzt. Dort wurde er am 26. Oktober 1776 Portepeefähnrich, nahm 1778/79 am Bayerischen Erbfolgekrieg teil und avancierte bis Ende März 1792 zum Premierleutnant. Während des Ersten Koalitionskrieges nahm er an der Belagerung von Mainz teil und kämpfte in den Schlachten von Pirmasens, Kaiserslautern sowie in den Gefechten bei Kettrichhof und Trippstadt.
Am 2. August 1796 wurde er Stabskapitän sowie am 6. Juni 1799 Kapitän und Kompaniechef. Am 5. Januar 1805 wurde Stutterheim Major der Garde mit Patent vom 6. Januar 1805. Als solcher nahm er am Vierten Koalitionskrieg teil, kämpfte in der Schlacht bei Auerstedt und wurde nach der Kapitulation bei Prenzlau inaktiv gestellt. Man wollte ihn aber in der Armee halten und so erhielt er 1807 halbes Gehalt und wurde mit der Verwaltung der Garnisonsschule in Potsdam beauftragt.
Am 2. März 1813 wurde er Kommandeur des III. Reserve-Bataillons des 1. Westpreußischen Infanterie-Regiments und am 10. Juli 1813 Oberstleutnant. Während der Befreiungskriege erhielt er für die Schlacht bei Hagelberg das Eiserne Kreuz II. Klasse, kämpfte bei Belzig, Coswig und bei Antwerpen (zum Eisernen Kreuz I. Klasse vorgeschlagen), ferner in den Schlachten bei Bautzen, Großbeeren, Dennewitz und den Belagerungen von Wittenberg und Antwerpen. Dabei wurde er am 6. Januar 1814 Kommandeur des I. Bataillons des 1. Elb-Landwehr-Regiments und am 31. März 1815 Kommandeur des rheinischen Ersatzbataillons in Köln. Am 31. März 1815 wurde er zum Oberst befördert mit Patent vom 11. Juni 1815.
Am 18. März 1816 wurde er als Kommandeur in das 16. Landwehr-Regiment versetzt. Er stürzte mit dem Pferd, wobei er sich unglücklich den Arm brach, was ihn zukünftig behinderte. So erhielt er am 11. Mai 1815 vom König 200 Taler „für Badekuren, um ihn wieder zu gesunden“. Bereits am 5. Mai 1817 war er Kommandeur in das 1. Arnsberger Landwehr-Regiment geworden. Sowohl der Inspekteur der Landwehr Karl von Briesen als auch der Kommandierende General Heinrich Wilhelm von Horn empfahlen Stutterheim zur Beförderung, aber es sollte nicht sein. So verblieb er beim Landwehr-Regiment bis zu seinem Abschied als Generalmajor unter Verleihung des Roten Adlerordens III. Klasse. Dazu erhielt er eine jährliche Pension von 900 Talern. Am 28. Februar 1826 erhielt er zudem das Dienstkreuz. Stutterheim blieb zunächst in seiner alten Garnison Soest und zog dann nach Potsdam, wo er am 24. April 1832 starb.

### Familie
Er erhielt am 15. September 1801 die Erlaubnis zur Heirat und ehelichte am 29. September 1801 in Potsdam Henriette Magdalena Filscher (* 1749; † 30. September 1833), verwitwete Majorin von Corswant.